# 洪冬桂
洪冬桂（1947年12月6日—），台灣政治人物，曾經代表中國國民黨任職全國不分區立法委員。丈夫為作家唐柱國，女兒為企業家粟耀瑩。現在接替李鍾元，擔任大學入學考試中心副主任。

## 趣聞
1987年6月17日至1988年6月30日，洪冬桂與趙寧共同主持台視藝文訪談節目《夜來客談》。
當年洪冬桂競選立法委員時，曾被競爭對手質疑曾與粟明德有外遇；但事實上，粟明德為唐柱國本名，並非外遇對象。

## 外部連結
- 立法院 （页面存档备份，存于）